# 木崎大輔
木崎 大輔（きざき だいすけ、1988年7月21日 -）は、日本の元子役。

## 出演作品

### 映画
- zero (2002年） - 子供の行生 役
- アンテナ（2004年） - 荻原祐弥 役

### テレビドラマ
- ズッコケ三人組（1999年）
- 葵 徳川三代（2000年） - 五郎太丸 役
- 月曜ドラマスペシャル 小学校教師・沢木千太郎の事件ノート1（2000年）
- 春が来た(2002年）
- 火曜サスペンス劇場 下町・銭湯騒動記2（2003年）
- 茂七の事件簿3 ふしぎ草紙（2003年）

### 雑誌
- 少年俳優

| スタブアイコン | サブスタブ | この項目は、まだ閲覧者の調べものの参照としては役立たない、俳優（男優・女優）に関連した書きかけの項目です。この項目を加筆・訂正などしてくださる協力者を求めています（P:映画/PJ芸能人）。 |